# Adolph Rastén
Adolph Rastén (* 21. Juli 1913 in Kopenhagen; † 21. Mai 1993 ebenda) war ein dänischer Journalist, Auslandskorrespondent und Publizist.

## Leben
Adolph Rasténs Vater, der Schneidermeister Salomon Wolff Rastén (1889–1939) und seine Mutter, die Näherin Elka Elkanowitz (1886–1972) waren jüdische Emigranten, die 1906 vor den Pogromen des zaristischen Russland nach Dänemark geflüchtet waren.
Rasten hatte noch zwei jüngere Schwestern, die Zwillinge Lea und Rachel. Letztere machte ab den 1950er Jahren Karriere als Schlagersängerin. Seine journalistische Ausbildung erhielt er bei der Holbæk Amtstidende, wo er von 1935 bis zum Oktober 1943 als Redakteur angestellt war – die Familie Rastén musste nun wegen der Besetzung durch die deutsche Wehrmacht ein zweites Mal fliehen und gelangte durch die beispiellose Rettung der dänischen Juden nach Schweden. Rastén war dann bis zum Ende des Zweiten Weltkriegs beim Dänischen Pressedienst in Stockholm und Helsinki beschäftigt. Nach dem Krieg blieb er weiterhin Auslandskorrespondent in Stockholm; zunächst für diverse Zeitungen, ab 1947 bis 1949 dann ausschließlich für die überregionale Politiken. Für diese Zeitung berichtete er auch ab 1949 für zehn Jahre aus Bonn. 1960 erschien die von ihm ins Dänische übersetzte Ausgabe von Willy Brandts Mein Weg nach Berlin im Kopenhagener Schønbergske Forlag. Aus den 1960er Jahren sind auch alle wichtigen Beiträge Rasténs für den Sozialdemokratischen Pressedienst im Bonner Archiv der sozialen Demokratie (FES) erhalten.
Einem breiteren Publikum wurde Rastén durch seinen souveränen Auftritt in der ARD-Sendung Der Internationale Frühschoppen im Dezember 1959 bekannt. Gastgeber Werner Höfer gelang es damals nicht, seine Aversion gegen die Flagge der DDR auch gegenüber seinen ausländischen Gästen überzeugend zu verteidigen.
Adolph Rastén arbeitete noch für das Ekstra Bladet sowie für Danmarks Radio (1961–67), kehrte 1973 aber endgültig zurück nach Dänemark. Dort schrieb er mehrere Bücher politischen Inhalts und lieferte hochwertige Radio-Reportagen u. a. auch aus dem Mittleren Osten.
Adolph Rastén starb mit 79 Jahren in seiner Heimatstadt Kopenhagen. Er wurde auf dem dortigen Jüdischen Westfriedhof beigesetzt.
Sein Sohn Finn Rastén ist Reiseschriftsteller und Chefredakteur des dänischen Lifestyle-Magazins La France.